# 都市土木
都市土木（としどぼく）とは、都市・都心・市街地における土木施設整備・土木技術を取り扱う土木事業分野の呼称。
都市土木は、
都心特有の流域治水、地盤への影響、建設工事等にともなう騒音や振動、地下埋設物や地下水脈などへの対策、都市交通などへの対処など、都心特有の問題に対処する必要がある。
東孝光は新建築1967年5月号に寄稿した〈駐車場の計画と設計〉境界領域の充実のために において、土木行政は道路、都市計画、上水道及び下水道、河川、鉄道・・・などと縦割り行政になっており、都市土木では横のつながり、総合的な事業展開が必要だとしている。
1級土木施工管理技士資格の試験区分の専門土木に、鋼構造物・コンクリート構造物、河川・山岳土木（内容は砂防、ダム、山岳トンネル）、道路、港湾・海岸、とならんで、「都市土木」がある。その内容は、鉄道（営業線近接工事、軌道工事等）、地下構造物（シールド工事等）、衛生工学（上下水道、小口径管推進工法、薬液注入工法等）である。